# Centro de Conferencias (SUD)

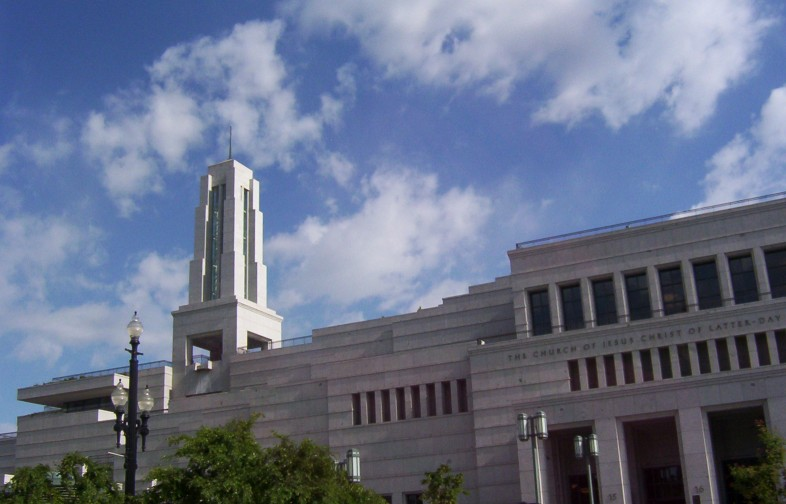
Vista del pináculo del Centro de Conferencias tomado desde el sur en la calle North Temple, en Salt Lake City.

El Centro de Conferencias es el principal lugar de conferencias generales y mundiales de La Iglesia de Jesucristo de los Santos de los Últimos Días, localizado en la ciudad de Salt Lake City, capital del estado de Utah, Estados Unidos. El edificio se completó a principios de 2000, en tiempo para la primera conferencia general de la iglesia en el siglo XXI, en abril de ese año. El Centro de Conferencias tiene capacidad para 21,000 personas y reemplaza en su uso al histórico Tabernáculo de Salt Lake que fue construido en 1868 que fuese la sede del Coro del Tabernáculo Mormón (hoy denominado [Coro del Tabernáculo de la Manzana del Templo), y usado también para las conferencias semianuales de la iglesia así como devocionales y otros eventos.

## Características
El Centro de Conferencias fue construido usando granito que fue extraído de la misma cantera de donde salió el granito con el que se construyó el Templo de Salt Lake City.

### Estructura
Las paredes externas del Centro de Conferencias están revestidas de granito cortado a precisión. El pináculo, con vidrio en su centro, mide 28 metros de altura y denota el propósito religioso del edificio. Una cascada de 20 metros desciende en forma de escalera desde el pináculo del edificio. El agua de la cascada proviene de un manantial natural encontrado en el subsuelo durante la construcción del edificio. Un riachuelo de Salt Lake City, llamado City Creek fluye por la entrada este del edificio, en una mini-cuenca construido con ese fin. El estacionamiento subterráneo tiene capacidad para 1.400 vehículos.

### Auditorio

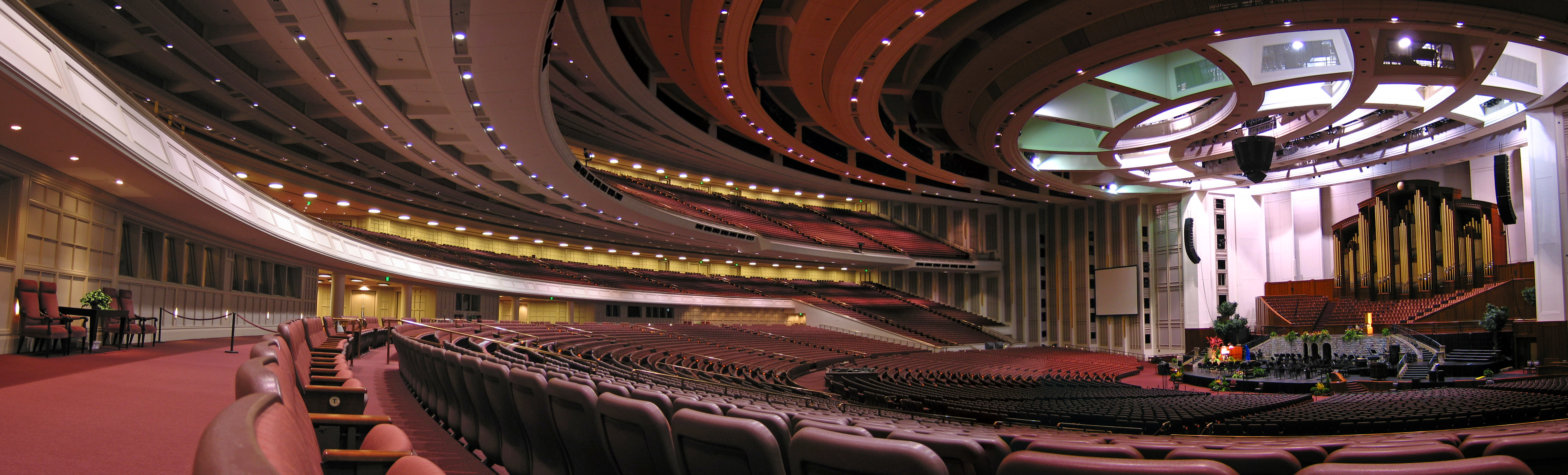
Vista panorámica de alta resolución del interior del Centro de Conferencias hacia el estrado y el órgano de viento.

El Centro de Conferencias tiene 130,000 m² con un auditorio principal con 21,000 asientos, que incluye un estrado detrás de un púlpito que da la cara a la audiencia, lugar donde por lo general se sientan 158 oficiales y autoridades generales de la iglesia, así como los 360 miembros del Coro del Tabernáculo. El espacio del auditorio es comparable a dos aviones Boeing 747 uno en frente del otro. Todos los asientos tienen una vista no obstaculizada del púlpito, debido a que los balcones superiores están suspendidos sobre celosías radiales, permitiendo que al llenarse de personas, los balcones puedan descender hasta 15 centímetros de su ubicación inicial. Detrás de los asientos del Coro del Tabernáculo se encuentra el órgano de viento con 7.667 tubos y 130 rangos de tonos. Un chandelier modernista de tres pisos de altura cuelga en una sala del interior del edificio.

### Decoraciones
Debido a que el edificio se asienta cercano a la falda del Capitol Hill de Salt Lake City, una colina donde se encuentra el capitolio del estado y conjuntos residenciales del centro de la ciudad, el techo del Centro de Conferencias ha sido sembrado con jardines para contribuir con la atracción de la vista del centro de Salt Lake City. Los jardines del Centro de Conferencias tienden a ser una representación de las montañas y praderas del estado de Utah. Aproximadamente 12,000 m² de grama y cientos de árboles se han plantado en el techo del edificio. Se emplearon 21 tipos diferentes de gramíneas nativas del desierto con el fin de conservar el agua requerido para la irrigación de sus jardines y exponer en conjunto el follaje local. 

### Teatro del Centro de Conferencias

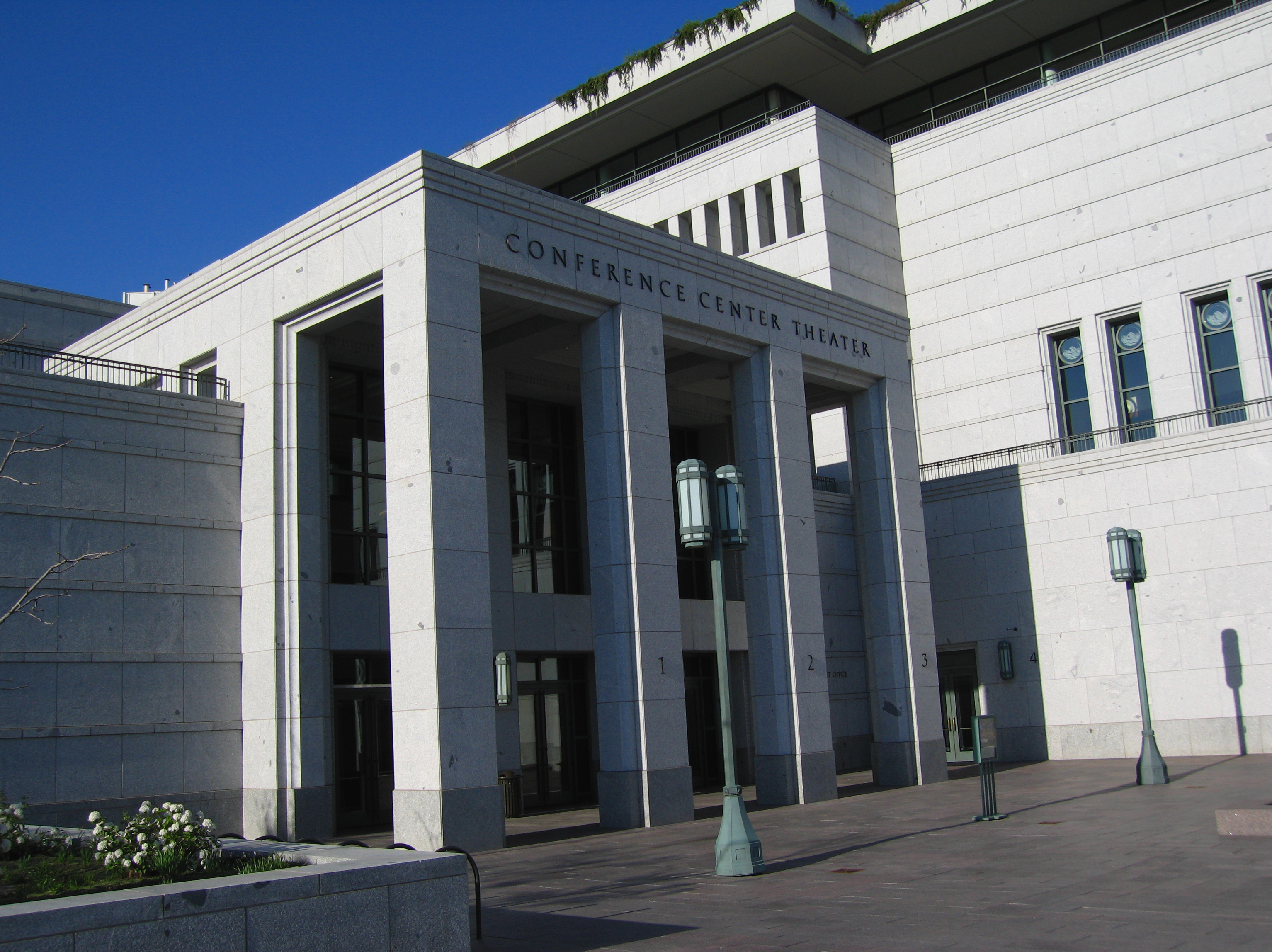
Entrada al teatro del Centro de Conferencias.

Adjunto al edificio principal, en la esquina noroeste, se encuentra el teatro del Centro de Conferencias con 850 asientos que es usado además para puestos adicionales cuando el auditorio principal se llena durante su uso. 

## Planificación y construcción
Los diseños para el Centro de Conferencias fueron solicitados al arquitecto de la iglesia, Leland Gray a principios de los años 1990. La iglesia originalmente planeaba una capacidad de 26 000 personas en un edificio no mayor a 23 metros de altura, basado en las regulaciones que la iglesia misma había establecido para el área inmediatamente al norte de la manzana del Templo. El entonces presidente de la iglesia, Gordon B. Hinckley anunció el proyecto públicamente durante la conferencia general de 1996, año en el que se completaron los planes, con el resultante total de 21.200 asientos y otros 905 en el teatro lateral.
La construcción del edificio lo realizaron tres empresas constructoras de Salt Lake City—Jacobse, Layton y Oakland—quienes presentaron su propuesta en conjunto con el fin de poder competir con otras empresas nacionales. Al ganar el contrato para fines de 1996, las empresas trabajaron en unísono bajo el nombre Constructora Legacy.
Las demoliciones pertinentes de propiedades existentes pertenecientes a la iglesia comenzó en mayo de 1997—incluyendo un gimnasio de YMCA y otras tiendas y centros que funcionaban en la cuadra. La primera palada se realizó en una ceremonia el 24 de julio de 1997, coincidiendo con la celebración del día de los pioneros.

## Dedicación
A pesar de un breve período de interrupción creado por el excepcionalmente inusual tornado de 1999, en que las grúas de construcción se derribaron y se reportaron cuatro lesionados sin muertes, la construcción del Centro de Conferencias procedió con prontitud. El trabajo de construcción terminó en tiempo para la conferencia anual de la iglesia SUD número 170 el 1 y 2 de abril de 2000. El órgano diseñado para el Centro de Conferencias no estaba aún en operaciones, de modo que se usó un órgano sintetizador amplificado con el sistema de sonido del auditorio. El presidente de la iglesia ese año, Gordon B. Hinckley mencionó en su discurso de apertura que más de 370.000 personas habían solicitado entradas para asistir a la inauguración del Centro de Conferencias. Hinckley también relató que un árbol plantado hacía décadas en el patio de su casa había sido usado para fabricar el púlpito principal del auditorio. El Centro de Conferencias fue dedicado seis meses después, el 8 de octubre de 2000.